# Negrita (banda)
Negrita es un grupo italiano de rock con sede en Arezzo.

## Historia
Negrita se forma a principios de los años noventa en la provincia de Arezzo. Tomando su nombre de la canción "Hey! Negrita", de los Rolling Stones.

### 1994 - 2000
EL 10 de marzo de 1994 salió a la venta el primer disco de la banda. El disco se llamó simplemente "Negrita" y el corte de difusión fue "Cambio". El segundo disco no tardó en llegar y en 1995 "Paradisi per illusi" hizo su aparición en el mercado. 
Para la producción del siguiente disco "XXX" que aparece en 1997 la banda estuvo un tiempo produciendo primero en Capolona, Arezzo, donde alquilaron una casa para recluirse a componer. Ese trabajo lo terminaron en los estudios de Daniel Lanois en Nueva Orleans. En esta oportunidad el sencillo de difusión fue "In un mare di noia", que fue seguido por "Sex", "A modo mio", y "Ho imparato a sognare". También realizaron una gira durante seis meses que los hizo dar el salto y dejar de tocar en lugares cerrados para empezar a hacerlo en estadios. A continuación la banda decide construir su propio estudio de grabaciones denominado "Hollywood Garage" en Arezzo donde graban el álbum "Reset" que sale en enero de 1999.

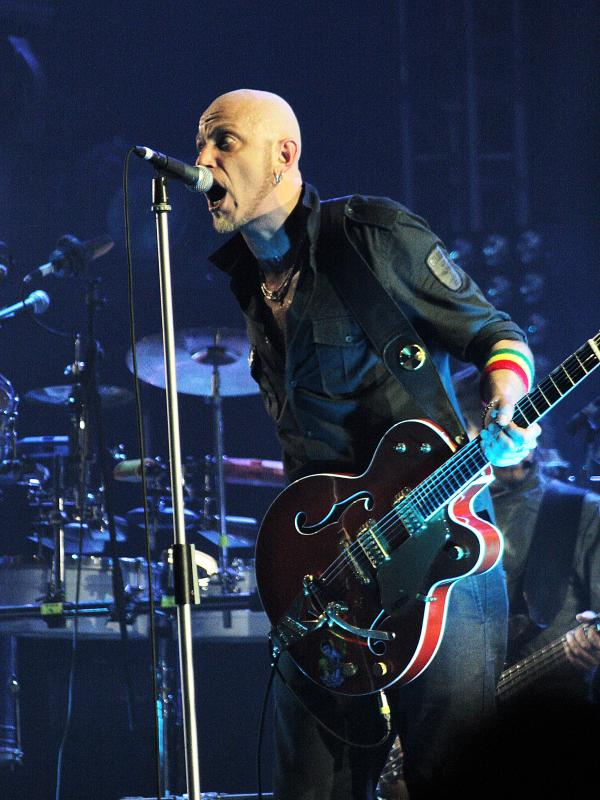
Pau en 2009

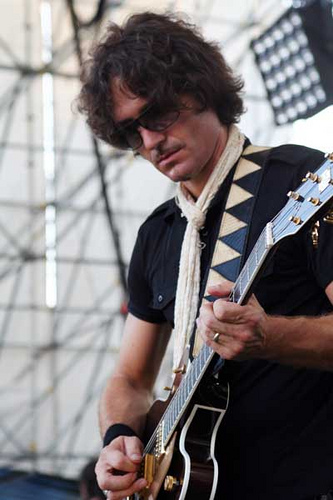
Drigo en 2009

### 2000 - 2009
Después de un largo tiempo de descanso en septiembre de 2001 sale el sencillo "Bambole" del siguiente disco que se llamó "Radio Zombie". Luego llegó en 2003 la participación en el Festival de la Canción de San Remo aunque la canción "Tonight", con la que compitieron, salió 18º.
En 2004 la banda hizo una gira por América del Sur en colaboración con los institutos de cultura italiana del continente. Durante ese viaje la banda aprovecha para grabar en Salvador de Bahía y Río de Janeiro. Al año siguiente, en enero, sale el siguiente trabajo llamado "L'uomo sogna di volare" que cuenta con las canciones "Greta" y "Rotolando verso sud". Ese año la banda participa en el Concierto del Primero de Mayo y el disco supera las 100.000 copias vendidas. La gira termina en enero de 2006 al mismo tiempo que el disco se pone a la venta en Francia, Sudamérica, España y Japón. En noviembre sale el DVD "Verso Sud" donde se registra la grabación del disco y un concierto realizado en julio de ese año.
El último disco que sacó la banda en esa década fue "HELLdorado". En Italia se publicó el 31 de octubre de 2008. Mientras que en Argentina se publicó seis meses más tarde, en abril de 2009 luego de la aparición del sencillo "Malavida en Buenos Aires". En mayo de ese año durante la gira sudamericana, la banda compartió sus recitales con las bandas argentinas Bersuit Vergarabat y La Zurda.

### 2010 - Actualidad
A partir del corte de difusión "Brucerò per te" se anticipó la salida del último trabajo de Negrita, llamado "Dannato a vivere" que finalmente se puso a la venta el 25 de octubre de 2011.

## Formación
- Paolo Bruni "Pau" (Arezzo, 1967) - cantante
- Enrico Salvi "Drigo" (Arezzo, 1969) - guitarrista
- Cesare Petricich "Mac" (Monza, 1969) - guitarrista
- Francesco Li Causi "Franky" (Baucina, 1965) - bajo
- Cristiano Dalla Pellegrina (Trento, 1969) - batería

## Discografía

### Álbumes en estudio
- Negrita (1994)
- Paradisi per illusi (1995)
- XXX (1997)
- Reset (1999)
- Radio zombie (2001)
- L'Uomo sogna di volare (2005)
- Helldorado (2008)
- Dannato vivere (2011)
- 9 (2015)
- Desert Yacht Club (2018)

### Álbumes en vivo
- Negrita Live (2012)

### Recopilatorio
- Ehi! Negrita (2003)
- I Ragazzi Stanno Bene (1994-2019) (2019)
- Déjà Vu (2013)

## Entrevistas y artículos
- Artículo en Europa Press
- Entrevista en heineken.es
- Artículo en adn.es
- Entrevista en elreferente.es Archivado el 17 de noviembre de 2011 en Wayback Machine.
- Entrevista en La Gazzetta Italiana (inglés) (enlace roto disponible en Internet Archive; véase el historial, la primera versión y la última)., periódico estadounidense.

## Otros Proyectos
- Wikimedia Commons alberga una categoría multimedia sobre Negrita.

- Datos: Q3874270
- Multimedia: Negrita / Q3874270